# 강자성 초전도체
강자성 초전도체(强磁性超傳導體, 영어: Ferromagnetic Superconductor)는 강자성과 초전도의 진성 공존을 보이는 물질이다. 지금까지 강자성 초전도체는 실험적으로 관측되어왔다. 강자성 초전도체의 증거는 또 ZrZn{\displaystyle _{2}} 에 관해 플라이더러(Pfleiderer)등에 의해 2001년에 발표되었으나 다음의 보고서는 이들 발견들에 의문의 그림자를 던졌다.
강자성 초전도체내의 초전도 상태의 본질은 현재 논의중이다. 초기의 연구는 종래의 {\displaystyle s}-파 초전도체와 순회 강자성의 공존을 연구하였다.